# スズキ・カタナ

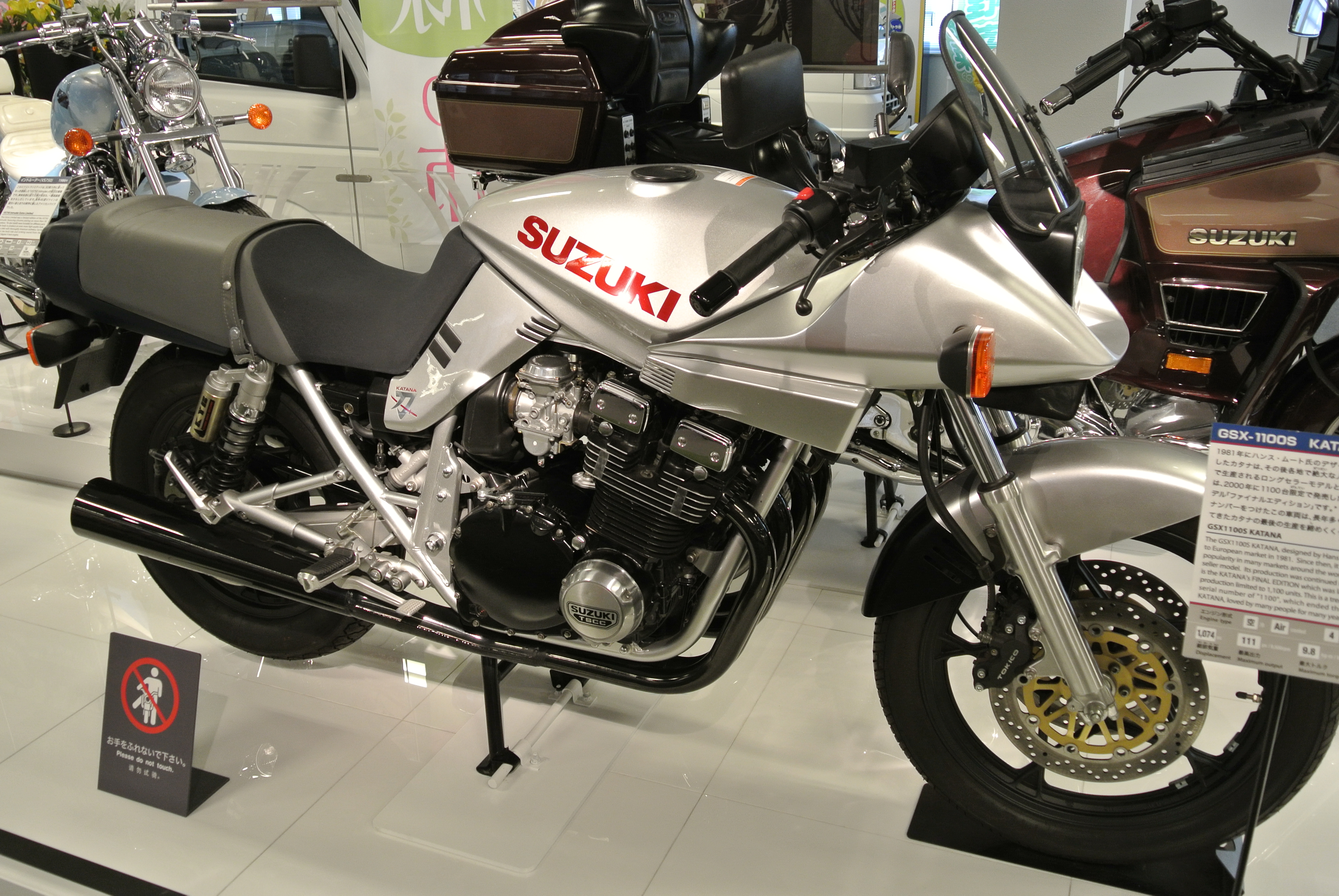
GSX1100Sカタナ

カタナとは、スズキ株式会社が製造販売するオートバイのシリーズ商標である。本項では主にGSX1100S・GSX1000S・GSX750Sについて解説を行う。

## 概要
1980年9月西ドイツ（現・ドイツ連邦共和国）で開催されたケルンモーターショーにカウル付きプロトタイプGSX1100S KATANAとして、カウルレスのGS650Gと同時発表された。日本刀をモチーフとした先鋭的フォルムと基本性能の高さを両立させたデザインが反響を呼びケルンの衝撃と呼ばれた。
当初は1,100㏄モデル（輸出商標:KATANA ）を意味したが、のちにシリーズとして排気量別に数車種が生産された。再生産を繰り返して2000年に製造中止されたが現在でも人気は高く、ホンダ・ドリームCB750FOUR・カワサキ・Z1に並ぶスズキの名車としての地位を確立しており、入手可能なスズキの現行モデルをベース車にして模した車両を販売している店まで存在する。
2022年11月8日、日本自動車殿堂の歴史遺産車に認定された。

## デザイン
西ドイツ『モトラード』誌の「未来のモーターサイクル」プロジェクトに出展されていた、ターゲットデザイン (Target-Design) がMVアグスタ750Sをベースに製作した「ROSSO RAPTOR（赤い猛禽類）」を見たスズキ側がターゲットデザインに複数のデザインを依頼。ターゲットデザインのハンス・ムート (Hans Muth)、ハンスゲオルク・カステン (Hans-Georg Kasten)、ジャン・フェルストローム (Jan Fellstrom) の３人によって生み出されスズキに提出されたデザイン第一号（ユーロデザイン１号＝ED-1）はGS650Gとして後に市販車化、デザイン第二号（ED-2）がGSX1100Sの元となった。デザイン第三号（ED-3）はGSX1100EZとして後に市販車化。
「日本刀をイメージした」というそのED-2のデザイン画はスズキ内部でも意見が真っ二つに分かれ、実際に日本に持ち込まれたED-2のモックアップを見た社長は「こんな仮面ライダーみたいなの本当にやるのか」と漏らしたという。ED-2をベースにプロトタイプを作る際、スズキはターゲットデザインに対し「こちら（スズキ）はデザインの邪魔は極力しない。だから、そちら（ターゲットデザイン）もデザインが機能の邪魔をするのは極力やめて欲しい」と注文を付け、これをターゲットデザインも了承。高く上げられ視界を妨げていたメーターが低く直され、タンデム側がテールカウルより低く抑えられていたシートはタンデムする人の為にテールカウル上まで持ち上げられた。これらは両者の協力関係がうまく行っていたことの証左と言える。
1980年のケルンショーに参考出品されたプロトタイプの周囲は黒山の人だかりとなる。これを見たスズキの担当者が「１点～５点でこのバイクに点数を付けてください」と即席で作ったアンケート用紙を配ったところ「１点：非常に悪い」と「5点：非常に良い」だけで中間は一切無かった事からスズキは市販車化を決断。少なくともこのままの形で市販されることはないだろうという一般的な推測を裏切り、プロトタイプにフロントスクリーンが追加されてマフラーが集合管からブラックメッキの左右2本出しに変わり、シートなど各部に微細な変更が加えられた程度という「ほぼそのまんま」のスタイルで翌年1981年に市販化。GSX1100Sは世界中で大ヒットを飛ばす事となる。

## ハンス・ムートとターゲットデザイン
ムートがBMWバイク部門でデザインの仕事をしている時に、スズキから次世代モデルのデザインに関し協力要請があり、そのオファーを受けてムートがBMWを退社、その時にBMWのデザイナーだったカステンとフェルストロームを誘いターゲットデザインを設立した。
残されているED-2のデザインスケッチのサインの多くはフェルストロームとなっている事から、実際にデザインをまとめていたのはフェルストロームというのが現在の定説であるが、当時のスズキの公式発表では「ハンス・ムートデザイン」とされていた。そのためターゲットデザイン社内でムートの立場がなくなり、ムートはターゲットデザインを追われてしまった。このことはあまり表沙汰になっていないが、三栄書房『カースタイリング』誌の本人のインタビューで詳しく語られている。現在もターゲットデザインに在籍するカステンも「ムートは対外的な交渉窓口、私はコンセプトワークや技術的アイデアを提案する事が多く、カラーリングやグラフィックを加えて具体化するのがフェルストローム。理想のチームワークだった」と語っている。

## GSX1100S系デザインの車種

### GSX1100Sカタナ

#### GSX1100SZ
1981年1月にヨーロッパ向け輸出販売が開始されるやいなや爆発的ヒットとなり、ちょうどスズキがヨーロッパ各国に現地法人を設立していたこともあってシェアの拡大、スズキブランドの確立に貢献した。日本国内では当時、国内販売向け二輪車種の排気量は750ccを上限とする自主規制があったため正式には発売されず逆輸入されるにとどまったが、逆輸入という言葉を一般的にした。
搭載される空冷直列4気筒DOHCエンジンはGSX1100E用をベースにチューンアップを行い、ミクニ製BS34SSキャブレターを採用した。200km/hを超える巡航が可能で、最高速度は235km/hと高い動力性能を発揮した。
120km/h以上で効果を発揮するフロントスクリーンの形状は、ムート自ら革ツナギを着込んでピニンファリーナで220km/h相当の風洞実験を経て決定された。フレームのパイプ肉厚は1.2mm。
左スイッチボックスは、ウインカー、ディマ､パッシングの一体式スイッチを採用。またウインカーのオートキャンセル機能も搭載している。

#### GSX1100SD
1983年にボディが赤線または青線のツートンカラーになりフロントフォークアウターチューブ、エンジン、リヤサススプリングがブラック塗装された。前部エンジンマウントは貫通式から内側固定タイプに変更された。
シートはバックスキン調からビニールレザーとなった。ANDFのプランジャーが小型化された。ステップが前後ともにジュラルミン鍛造製になった。
キャストホイールは星形キャストから6本スポークキャストに変更された。スポークホイール仕様も引き続き存在する。

#### GSX1100SE
1984年、ボディのツートンカラーは赤の面積を増した赤銀になり､テールカウルは濃いブルーからブラックに変更された。1987年に生産終了、1000Sを含み再生産分を含まない総生産台数は17,643台であった。

#### GSX1100SAE
1987年の最終限定車としてSBS店の要望で初期型SZカラー､星形キャストホイールという仕様でSBEとともに販売された。国内販売前提の生産であったので左側通行のオーストラリア仕様で逆輸入されてシートベルトが標準で付いていた。

#### GSX1100SBE
1987年の最終限定車としてセイワモータースの要望で赤フレーム、赤シート、赤シートベルト、赤フェンダー、タンクのSUZUKI文字赤抜き、6本スポークキャストホイールという仕様でSAEとともに販売された。国内販売前提の生産であったので左側通行のオーストラリア仕様で逆輸入されてシートベルトが標準で付いていた。当時の円高とあいまって798,000円と1100刀史上最安値で販売された。生産終了後から高い人気が出てプレミアムで中古車価格が高騰した。

#### GSX1100SM
1990年にスズキ創業70周年を記念しGSX1100SZの復刻モデルGSX1100SMが1,000台限定で逆輸入販売され、一時はプレミアムがつくほどの人気になった。タンクに専用のステッカーが張られ、純銀製のオーナメントが付属した。SZの純然たる復刻ではなく、基本的にSAEと同等であるが細かい改良、仕様追加が行われている。シートは、SZ同様のバックスキン調で、シートベルトが付属した。1991年SMは、SLに型式統合された。

1990年SLとして通関された個体があることから、当初より継続生産が想定されていたのではないかと推察される。

#### GSX1100SL
70周年アニバーサリーモデルSMの人気を受けて、継続生産されたモデル 。ステッカーとオーナメントが付属しない以外はSMと同仕様である。現在は廃番になっているもののステッカー自体はパーツリスト上の番号で発注すれば補修部品として入手が可能であったため、ショップが後からSLに貼り付けたり、ユーザー自身で購入し貼り付けることもあった。1,000台限定であったのに実際にはSLが継続販売されたことにSMオーナーから批判があったと言われている。SMの車体番号がGS110X-101841~となっていることから102841以降の車体番号はSLと思われる。また、1990年の生産台数が1445台であることからSLの発売年度は1990年と推察される。

#### GSX1100SSL
1991年9月SLに続き、外装をSEと同様とした赤銀カラーのSSLも継続生産された。
111PSを公称するフルパワーモデルの最終型となる。
国内正規販売車両であるSRの登場まで、SL、SSLの少量継続生産は続いた。

#### GSX1100SR
国内の二輪排気量上限撤廃を受け、1994年3月に国内販売が開始された。
タイヤ/ホイールサイズは同一であるほかブレーキも登場時のままであるが、大型オイルクーラーを標準装備する。クラッチに電動パワーアシストが装着され、フロントフォークはANDFが廃止され､無段階式プリロードアジャスターに変更された。リアサスのショックアブソーバーもリザーバタンク別体式となり点火形式はガバナー式からデジタル式進角となるなど、細かなところで従来モデルとの差別化がなされた。
従来モデルの形式は「GS110X」であったが、国際識別規格を取り入れて「GU76A」となっており車検証を見比べると全くの別車種であるが、前述のパワーアシストクラッチや前後サスペンション、日本向けに95PS・8.6kgmにデチューンされたエンジン以外は従来型とほぼ同一と見て差し支えない。
キャブレターについて、従来モデルでは4気筒ともメインジェット、エアジェットの番手は同じで、2番3番の負圧をやや低くして4気筒の同調レベルを合わせていたが、SRからは2番3番のメインジェット、エアジェットの番手を若干下げることで合わせている。
左スイッチボックスの一体式スイッチ、ウインカーオートキャンセラーは廃止された。ウインカーはプッシュキャンセル式となり、ディマ、パッシングスイッチは前後に分離された。
ヘッドライトは、1998年の法令制定に先駆け、常時点灯が採用されている。
タンク容量は、タンク下に前述のパワーアシストクラッチユニット装着のスペースを空けるため2リットル減り、20リットルとなった。

#### GSX1100SY
他の排気量が販売を終了しても1,100ccだけは長い間人気を維持し続けたが、エンジン設計が古いことから環境規制に対応することが困難と判断されたため2000年にファイナルエディションとして1,100台が限定発売された。その人気は高く、即時完売をもって販売を終了した。
ファイナルエディションとしての発売にあたり、各種の改良がなされた。ホイールはデザインを従来と同一の星形としながら初めてチューブレスとなった。能力不足と言われたフロントブレーキはφ270mmソリッドディスクからφ300mmフローティングディスクに、フロントブレーキキャリパーもスライド1ポットから対向4ポットに改められ、ステップフレームは溶接ではなくボルト止めになった。
シリアルナンバー「1100」の最終生産車は現在スズキ本社前のスズキ歴史館に所蔵・展示されている。

### GSX1000Sカタナ
日本国外向け。主にAMAスーパーバイク選手権のレギュレーションに合致させるためGSX1100Sからボアダウンされたモデル。
キャブレターはミクニVM32SSであるが、北米仕様ではミクニBS34SSが標準装備となっている。
クランクシャフトはGSX1100Sと同じ組み立て式ボールベアリング構造でGSX750Sの一体式プレーンベアリング構造とは違う。クランクケースもGSX1000Sではシリンダー後方にオイルプレッシャースイッチホルダーがあり、そこからオイルラインを取り出すことができる構造で、これはGSX1100Sと共通であるが、GSX750Sではオイルフィルターカバーがホルダーを兼ねておりそこからしかオイルラインを取り出すことができない。
1,000台限定生産された。フレームのパイプ肉厚は1.2mm。

#### GSX1000SZ
1982年発売。

#### GSX1000SD
1983年発売。GSX1100SDと同様のマイナーチェンジが行われた。ただしカラーリングは横2本線のストライプのみとなっておりGSX1100SDとは若干違う。

### GSX750S / カタナ

#### GSX750S1
1982年2月に国内向けのGSX750S1が発売された。
エンジンはGSX750E用をそのまま流用した空冷直列4気筒DOHCである。
当時の車両保安基準により極端な身体ポジションを有するとされた車両は型式認定を受けられなかったため、認可を取るための苦肉の策としてGSX1100Sのデザインとは異なる、セパハンではなく、バーが妙に高くグリップの位置が後方になるアップハンドルを装着して市販され、「耕耘機」と揶揄された。さらに、スクリーンも当初装備されず、輸出仕様車にはあった“刀”ステッカーは「凶器を連想させる」として貼られず、前面風防・ライト下のスポイラーも付けられておらず、車名に「カタナ」の文字も入れられなかった。特にハンドルについては、ほとんどの所有者が輸出仕様の1100cc用のハンドル部品を取り寄せて交換したが、当時はこの改造が違法改造とみなされ警察もこの改造を集中的に取り締まることが多く、この当時の取締りは「カタナ狩り」と呼ばれていた。カウリングは未だ認可されず、当初は「ヘッドライトケース」という名称であった。
フレームは形状こそGSX1100Sと同じだがパイプ肉厚は1.0mmになっている。またエンジン右下中央のマウント位置がGSX1100Sに比べやや後方にずれ、クランクケースとクラッチの間に位置することから750ccエンジンである旨判別できる。
タイヤは前:3.25-19/後:4.00-18。
スクリーンが認可されたのを受け1982年11月からスクリーンを装着し、これをGSX750SSとして区別する者もいる。
S2との合計で約17,600台が登録された。
750でも1100同様に　ウインカー、ディマ、パッシング一体式スイッチを採用している。

#### GSX750S2
1983年3月発売。
スクリーンは引き続き装備された。ハンドルとシート形状も変更を受けた。エンジンは72PS・6.3kg-mへ出力向上した。タイヤは流行に沿って前後ともに小径化されて旋回性能は大きく向上したが、高速走行での直進安定性は低下し、またフロントカウルとフロントタイヤの間が大きく空いてしまった。
S1との合計で約17,600台が登録された。1984年をもってGSX750S2の日本国内向け車両は一時的に全ての生産が終了されたが、一方で輸出仕様はGSX750SD（車体型式R701）が継続生産された。その主な特徴はGSX1100Sと同様のアルミ鍛造セパレートハンドル、ピストンの中央部を盛上げるなどにより圧縮比を本来に戻してフルパワー化した点で、エンジン自体の色が黒のものも存在した。

#### GSX750S3カタナ
1983年10月に開催された第25回東京モーターショーでプロトタイプが参考出品されたのち、1984年3月にフルモデルチェンジとして発売。三代目にして車名が正式に「GSX750Sカタナ」となる（以降、先代モデルと区別するため3型と表記）。
エンジンは前年に発売されたGSX750E（4型）で採用された、小型・軽量の新設計R703型エンジンをブラッシュアップして搭載。5PSアップの最高出力77PS/9,000rpm・最大トルク6.4kg-m/7,500rpmを発揮する。当時のスズキ750ccに倣い５速ミッションではあるが、GSX-R750初期型(輸出仕様）の1速～5速と同じギヤ比となっている（GSX-R750は6速ミッション）。
車体は実質的なベース車をGSX750E(4型)とした事で共通のスチール製角パイプフレーム「L-BOX」・リンク式モノサス「フルフローターサスペンション」に進化。それに加えて、ANDFを進化させたPDF機構付きフロントフォーク、対向ピストンブレーキキャリパーを装備する。フロント16インチ・リヤ17インチホイールは先代モデルGSX750S2を踏襲するが、３型から正式にチューブレス対応となった。
82年の初期型デビュー時に対応せざるを得なかった各種国内規制が順次撤廃・解禁された事により、デザイン上の制約が無くなった3型は先代までの「日本刀」イメージのデザインから離れ、スズキ社内のデザイナー石井哲美による「航空機」イメージ（ロッキードSR-71をイメージしたという）のデザインがなされた。
二輪車初採用となるリトラクタブル・ヘッドライトやカウルに埋め込まれたビルトインウインカー等により、アッパーカウル先端からテールカウル後端まで一体感のある空力を意識した流麗なデザインとなり、それまでの1100カタナの国内向けスケールダウンモデルとは違う独自性を持った750cc専用モデルとなった。
当時「ケルンの衝撃」とまで呼ばれたハンス・ムートによる1100カタナのデザインのインパクトは凄まじく、市販されたGSX1100Sカタナは世界最速（当時）というパフォーマンスも相まって世界中で大ヒット。それは同時に「カタナ＝ハンス・ムートがデザインした『あの形状』のバイク」という強烈なイメージの刷り込みとなり、熱烈なファンを獲得すると共に販売が低迷しようが性能が陳腐化しようがフルモデルチェンジできないという呪縛さえも生むことになった。
3型は、そんな1100カタナが爆発的に売れている最中に発売された、初の「カタナという名前を持つ『あの形状』ではないバイク」となり、「ケルンの衝撃」をリアルタイムで真正面から受けていた国内外のユーザーから主にデザイン面で「これはカタナではない」「ニセモノ」「デザインギャング」等の酷評を受けることになる。そのため、飛躍的に向上した走行性能にはあまり注目される事が無くセールスは低迷。登録台数約4,700台に留まり、翌年（1985年）4型へとマイナーチェンジされる。
その後、スズキのイメージ戦略として「カタナという名前を持つ『あの形状』ではないバイク」がいろんな排気量・デザインで多数発表・発売される事になる。最終的にはスズキ自らの手により1100カタナのデザインをそのまま縮小した中型クラスのGSX250Sカタナ・GSX400Sカタナまでラインナップされる事になるが、3型・4型のデザインを踏襲したものは発売されていない。
発売から数十年が経過した現在では、何者にも似ていない唯一無二のデザインやその独自性・希少性が評価され人気が高くなっている。とりわけ「ケルンの衝撃」をリアルタイムで受けていない、若い世代のユーザーからの人気が高い。

#### GSX750S4カタナ
1985年8月発売。基本的な車体構成・スペック・運動性能は3型と同じ（以降4型と表記する）。
フレームの塗装色がシルバーに変更され、外装はコロネット・シルバーメタリック／ブラックのツートンと、3型同様のパールホワイト／ブラックのツートンの2種類がラインナップ。サイド部にストライプが追加されているのが特徴。
4型専用装備として、メーターボックス内に燃料計を装備。ヘッドライトの点灯の仕方が変更されている（3型はライトユニットがポップアップしてからヘッドライト点灯。4型はヘッドライトが先に点灯してからライトユニットがポップアップする）。
ユーザーの目は同時に発売された初代GSX-R750に集中していた為、生産台数・販売台数共に少なく現存車両も少ない。
資料によっては無視されてしまう場合があるくらい数が少ないのは「4型が関西限定モデルだった為」という説があるが、これは3型デビュー時に関東方面の販社が3型を大量に確保した為、関西で出回る3型の台数が少なかった事に由来する。

関東では3型が売れ残った為4型を仕入れる店が少なくなり、関西では3型が欲しくても仕入れられなかった店が4型が仕入れた結果であって関西限定などという事はない。

### GSX400Sカタナ
1992年4月発売。前年発売されたGSX250Sカタナと同様、初代GSX1100Sカタナを忠実に模した398cc水冷直列4気筒モデル。1982年に発売されたGSX400Eカタナとは内容もデザインも関連性のない別車種である。

### GSX250Sカタナ
1991年5月発売。初代GSX1100Sカタナを忠実に模した248cc水冷直列4気筒モデル。1982年に発売されたGSX250Eカタナとは内容もデザインも関連性のない別車種である。

## GS650G系デザインの車種

### GS650Gカタナ

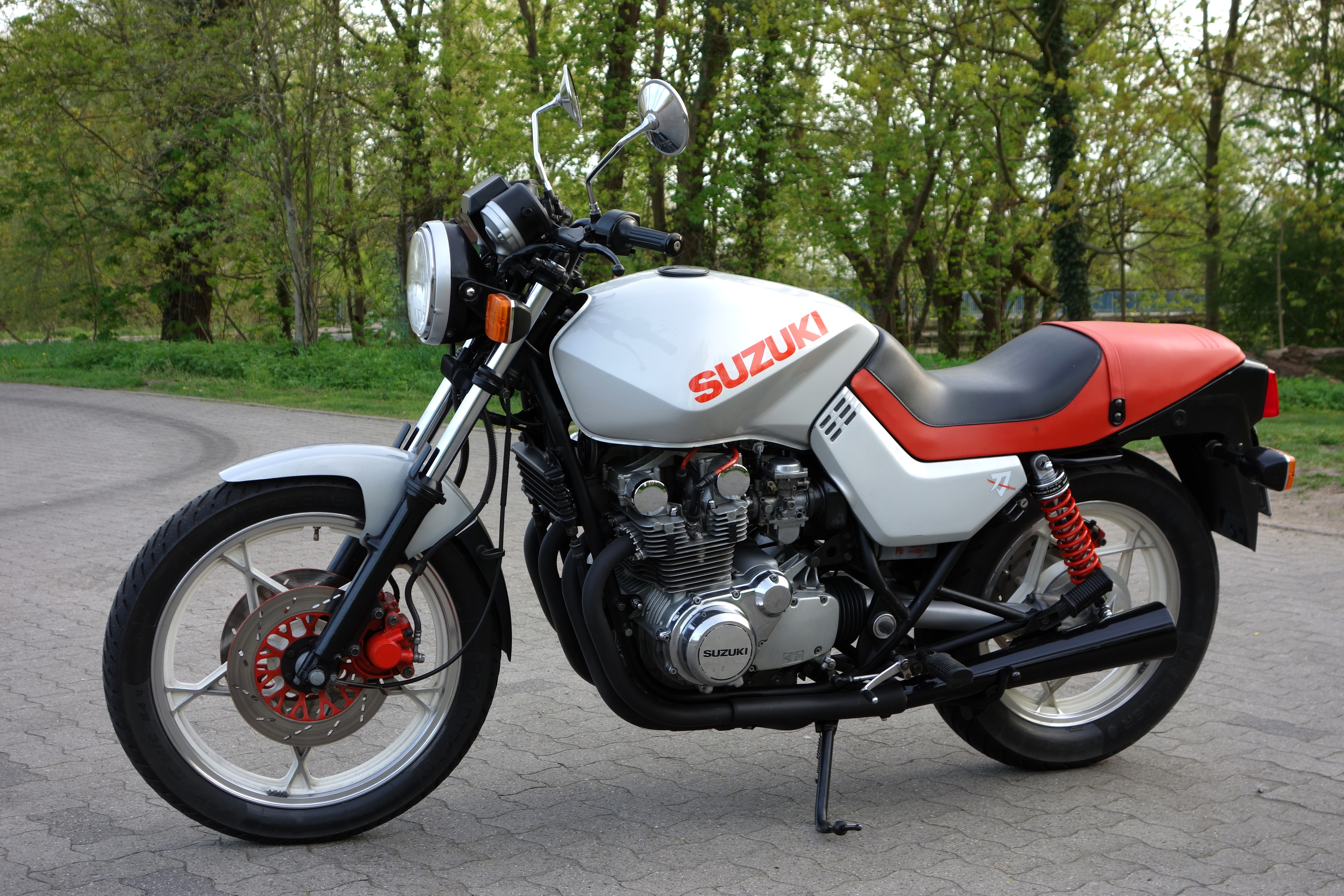
GS650Gカタナ

1981年発売。ターゲットデザインによりデザインされた、空冷直列4気筒エンジンを搭載、シャフトドライブ採用のネイキッドタイプ。

### GS125Eカタナ
1982年発売。空冷単気筒エンジンを搭載するネイキッドタイプ。

## GSX1100EZ系デザインの車種

### GSX400Eカタナ
1982年発売。空冷直列2気筒エンジンを搭載するネイキッドタイプ。既存のGSX400E（GS40X型）がモデルチェンジにより後期型（GK51C型）になり、GSX1100EZ同様の外装デザインに変更されたもの。この後期型になって初めて「カタナ」というペットネームが追加された。後にミニフェアリング付きモデルも追加された。

### GSX250Eカタナ
1982年発売。空冷直列2気筒エンジンを搭載するネイキッドタイプ。GSX400E同様、既存のGSX250EがモデルチェンジによりGSX1100EZ同様の外装デザインに変更されたもの。「カタナ」というペットネームの追加・ミニフェアリング付きモデルの追加もGSX400Eと同時に行われた。

## その他カタナの名称が使用された車種

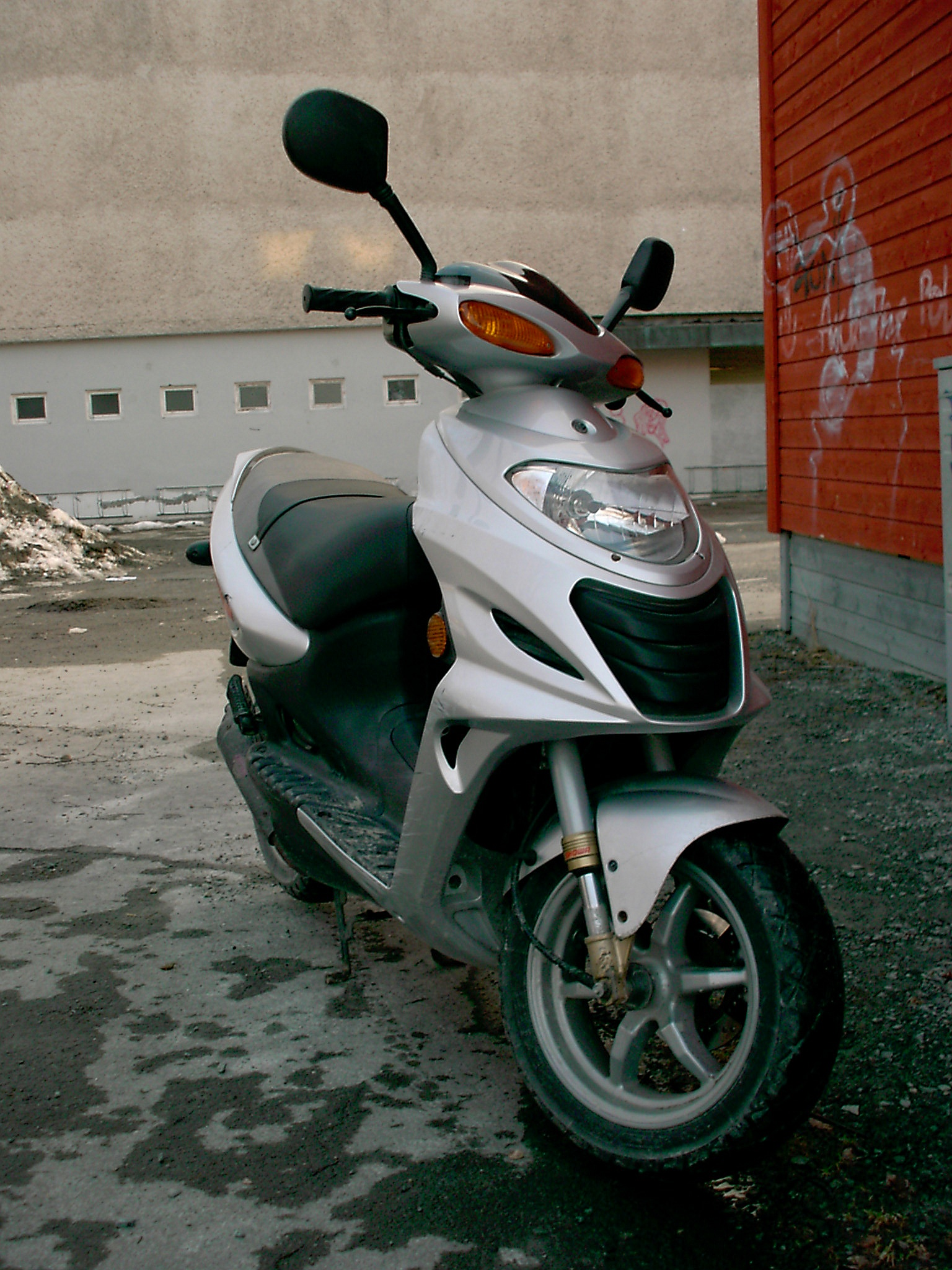
AY50（2001年式）

- GSX1100F（北米仕様：KATANA 1100）
- GSX750F[45]（北米仕様：KATANA 750）[46]
- GSX600F[47]（北米仕様：KATANA 600）[48]
- AY50[49] / KATANA 50[50][51][52]（欧州向けスクーターモデル）

北米市場においては、GSX-Rシリーズ以外で油冷エンジンを搭載するモデルの場合、KATANAの車名で販売された。
その他、「KATANA」の商標はスペインで生産された50ccスクーターなど、販売国の異なる数車種に渡って使用された。
また、四輪部門において、インドネシア仕様のジムニーが「KATANA」の名称にて現地生産されたことがある。

## 新型
GSX-S1000をベースに作られた。
日本仕様は KATANA として2019年5月30日より発売された。
2018年10月2日、ドイツのケルンで開催されたインターモト（INTERMOT）2018で発表された
。
発売に先駆け、2019年5月1日には「スイフトスポーツ」とコラボレーションした「スイフトスポーツ カタナ」が発表された。
2022年1月28日、同年2月25日よりマイナーチェンジモデルを発売すると発表した。パワートレインの最高出力が148PS（109kW）/10,000rpmから150PS（110kW）/11,000rpmに向上するとともに、電子制御システムS.I.R.S.（スズキインテリジェントライドシステム）の機能を強化した。

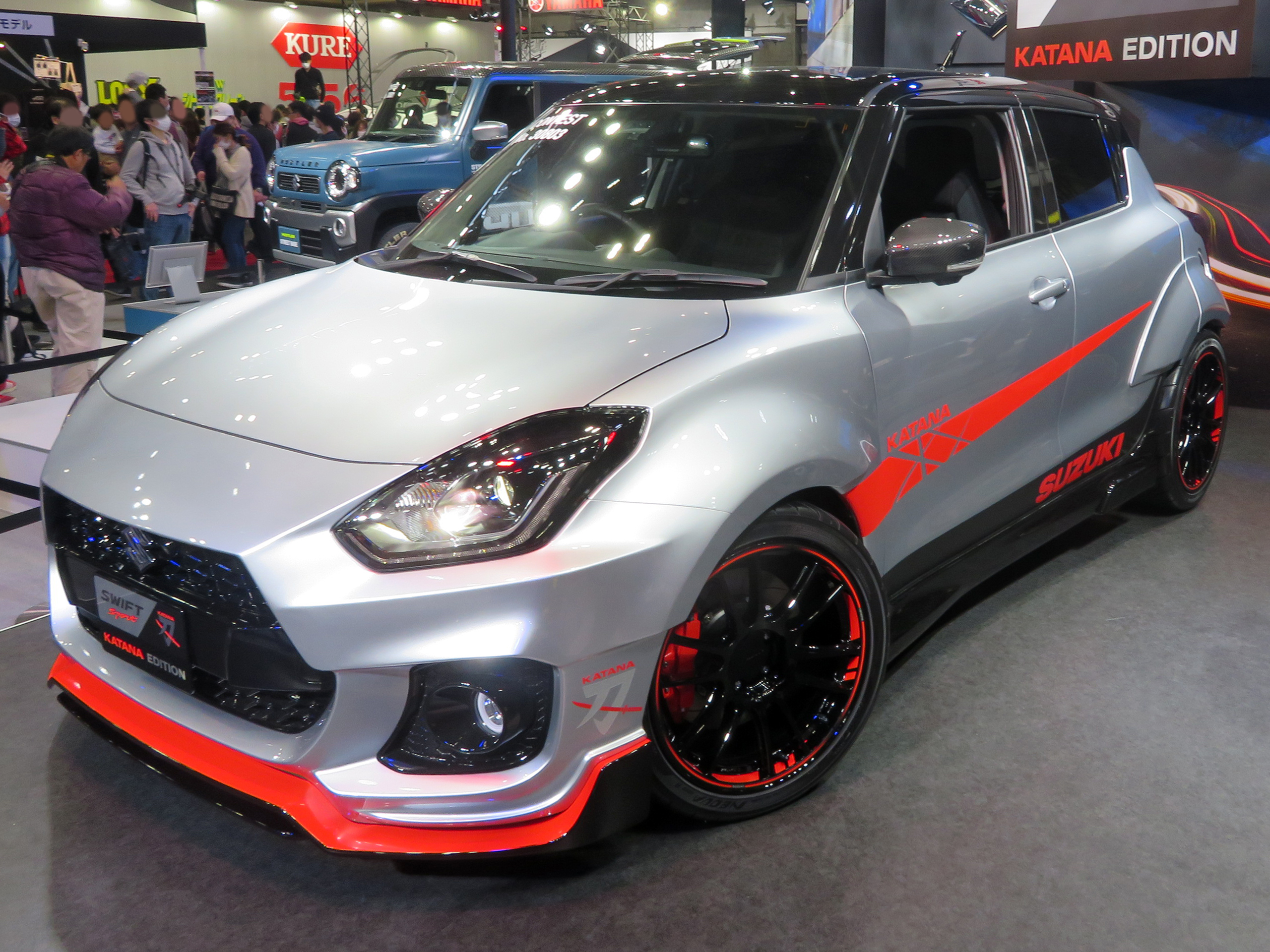
スイフトスポーツ カタナ